# Nancy Farmer
Nancy Farmer (Phoenix, Arizona, 7 de julio de 1941) es una de las escritoras de literatura juvenil estadounidenses más aclamadas internacionalmente. Sus novelas están llenas de aventuras y exuberante imaginación y han sido traducidas a más de 20 idiomas. Ha sido premiada con los más célebres premios en lengua inglesa.

## Obra principal
Novela y novela corta
- The Mirror (1987)
- Lorelei: The Story of a Bad Cat (1987)
- Do You Know Me (1993)
- The Ear, the Eye and the Arm (1994) - medalla Newbery[1]
- A Girl Named Disaster (1996) - medalla Newbery[1] y finalista del National Book Award[2]
- The Warm Place (1996)
- The House of the Scorpion (2002) - ganadora de la medalla Newbery[1] y del National Book Award[3]
- A New Year's Tale (2013)
- The Lord of Opium (2013)

Trilogía The Sea of Trolls
- The Sea of Trolls (2004)
- The Land of the Silver Apples (2007)
- The Islands of the Blessed (2009)